# Onthophagus joannae
Onthophagus joannae là một loài bọ cánh cứng trong họ Bọ hung (Scarabaeidae).